# Arthur Sneyers
Arthur H. Sneyers (ur. ?, zm. ?) – belgijski żeglarz, olimpijczyk.
W regatach rozegranych podczas Letnich Igrzysk Olimpijskich 1928 wystąpił w klasie 6 metrów zajmując 5. pozycję. Załogę jachtu Ubu tworzyli również Ludovic Franck, Willy Van Rompaey, Frits Mulder i Armand Fridt.